# Bobnice
Bobnice är en ort i Tjeckien.   Den ligger i regionen Mellersta Böhmen, i den centrala delen av landet, 50 km öster om huvudstaden Prag. Bobnice ligger 194 meter över havet och antalet invånare är 747.
Terrängen runt Bobnice är platt. Runt Bobnice är det tätbefolkat, med 297 invånare per kvadratkilometer. Närmaste större samhälle är Nymburk, 3,8 km söder om Bobnice. Trakten runt Bobnice består till största delen av jordbruksmark.